# سيدي عبد الرحمان (ولاية الشلف)
سيدي عبد الرحمان إحدى بلديات ولاية الشلف التابع لـ دائرة تنس.

## التسمية القديمة
كانت المدينة تسمى قديما باسم سوق البقر لكون المنطقة كانت تحوي سوقا خاصا بتجارة البقر أثناء الإستعمار الفرنسي.

## الميناء
يوجد بها ميناء صيد صغير